# Lekkoatletyka na Letnich Igrzyskach Olimpijskich 1900 – bieg na 200 metrów przez płotki mężczyzn
Bieg na 200 m przez płotki na igrzyskach olimpijskich w 1900 w Paryżu rozegrano 16 lipca 1900 w Lasku Bulońskim. Startowało 11 lekkoatletów z 5 krajów. Była to konkurencja rozegrana po raz pierwszy na igrzyskach olimpijskich.

## Eliminacje
Rozegrano dwa biegi eliminacyjne. Po dwóch pierwszych zawodników awansowało do finału.

### Bieg 1
| Poz. | Zawodnik          | Kraj                 | Wynik    | Uwagi |
| ---- | ----------------- | -------------------- | -------- | ----- |
| 1.   | Alvin Kraenzlein  | Stany Zjednoczone    | 27,0     | Q     |
| 2.   | Eugène Choisel    | Francja              | (27,5)   | Q     |
| 3.   | Frederick Moloney | Stany Zjednoczone    | (27,6)   |       |
| 4.   | William Remington | Stany Zjednoczone    | nieznany |       |
| 5.   | Gustav Rau        | Cesarstwo Niemieckie | nieznany |       |

Kraenzlein wygrał zdecydowanie, o 4 jardy przed Choiselem, który wyprzedził Moloneya o stopę.

### Bieg 2
| Poz. | Zawodnik         | Kraj              | Wynik    | Uwagi |
| ---- | ---------------- | ----------------- | -------- | ----- |
| 1.   | Norman Pritchard | Indie Brytyjskie  | 26,8     | Q     |
| 2.   | Walter Tewksbury | Stany Zjednoczone | (27,1)   | Q     |
| 3.   | Thaddeus McClain | Stany Zjednoczone | (27,2)   |       |
| 4.   | Henri Tauzin     | Francja           | nieznany |       |
| 5.   | William Lewis    | Stany Zjednoczone | nieznany |       |
| 6.   | Zoltán Speidl    | Węgry             | nieznany |       |

Pritchard uzyskał lepszy czas od Kraenzleina. pokonał Tewksbury'ego o 2 jardy, a ten wyprzedził McClaina o jard.

## Finał
| Poz.   | Zawodnik         | Kraj              | Wynik    | Uwagi |
| ------ | ---------------- | ----------------- | -------- | ----- |
| złoto  | Alvin Kraenzlein | Stany Zjednoczone | 25,4     | OR    |
| srebro | Norman Pritchard | Indie Brytyjskie  | (26,0)   |       |
| brąz   | Walter Tewksbury | Stany Zjednoczone | (26,1)   |       |
| 4.     | Eugène Choisel   | Francja           | nieznany |       |

Kraenzlein wygrał z Pritchardem o 5 jardów, a ten pokonał Tewksbury'ego o jard. Kraenzlein zdobył w ten sposób czwarty złoty medal olimpijski w konkurencjach indywidualnych na jednych igrzyskach – wyczyn, którego do tej pory nikt nie osiągnął.